# Duvbo (metrostation)
Duvbo is een station van de Stockholmse metro in het stadsdeel Centrala Sundbyberg van de gemeente Sundbyberg dat werd geopend op 19 augustus 1985.

## Geschiedenis
In 1965 werd een uitbreidingsplan voor de metro gepresenteerd waarin de bestaande groene en rode route zouden worden verlengd en een nieuwe, de blauwe route, werd voorgesteld om het noordwesten en zuidoosten ook op de metro aan te sluiten. Net als de andere twee routes kreeg ook de blauwe route vertakkingen buiten het centrum . De twee takken (T10 & T11) van de Nordvästrabanan zouden splitsen bij Västra Skogen en ten noorden van de villawijk Duvbo werd het ondergrondse depot van de lijn gebouwd dat aansluitingen heeft op beide takken. In de gemeente Sundbyberg werden vier stations gepland, waaronder Villagatan, het latere Dubvo aan metrolijn T10.

## Aanleg
Op 31 augustus 1975 werd het eerste deel van de blauwe route geopend waarbij ten noordwesten van Hallonbergen, aan T11, via het depot werd doorgereden naar het eindpunt van T10 in Hjulsta. Het duurde daarna nog bijna 10 jaar voordat de eigen tunnel voor de T10, waaronder Dubvo, tussen het depot en Västra Skogen gereed was. In de plannen zou het station een toegang krijgen bij de villawijk waar het naar genoemd is maar deze werd geschrapt in verband met de drassige bodem die zich daar boven de rotsgrond bevindt. De toegang tot het station ligt nu op de begane grond van een woonblok aan de Tulegatan boven de oostkop van het perron en daarmee niet in de wijk waar het station naar genoemd is. 

## Ligging en inrichting
Het station ligt tussen Rissne en Sundbybergs centrum aan de T10 op 9,0 km van Kungsträdgården. De bescheiden stationshal is met een glazen wand afgescheiden van de binnentuin van het woonblok boven het station. De stationshal is met drie roltrappen en een schuine lift verbonden met het eilandperron op 10,3 meter onder zeeniveau, dat is tussen de 20 en 35 meter onder het maaiveld ter plaatse. Net als bij de andere ondergrondse stations van de blauwe route is er sprake van een grotstation. Het station is opgesierd met reliëfs van de hand van Gosta Sillen op de wanden boven de sporen. In 2009 verwerkte het station op een gemiddelde werkdag zo'n 3200 reizigers.

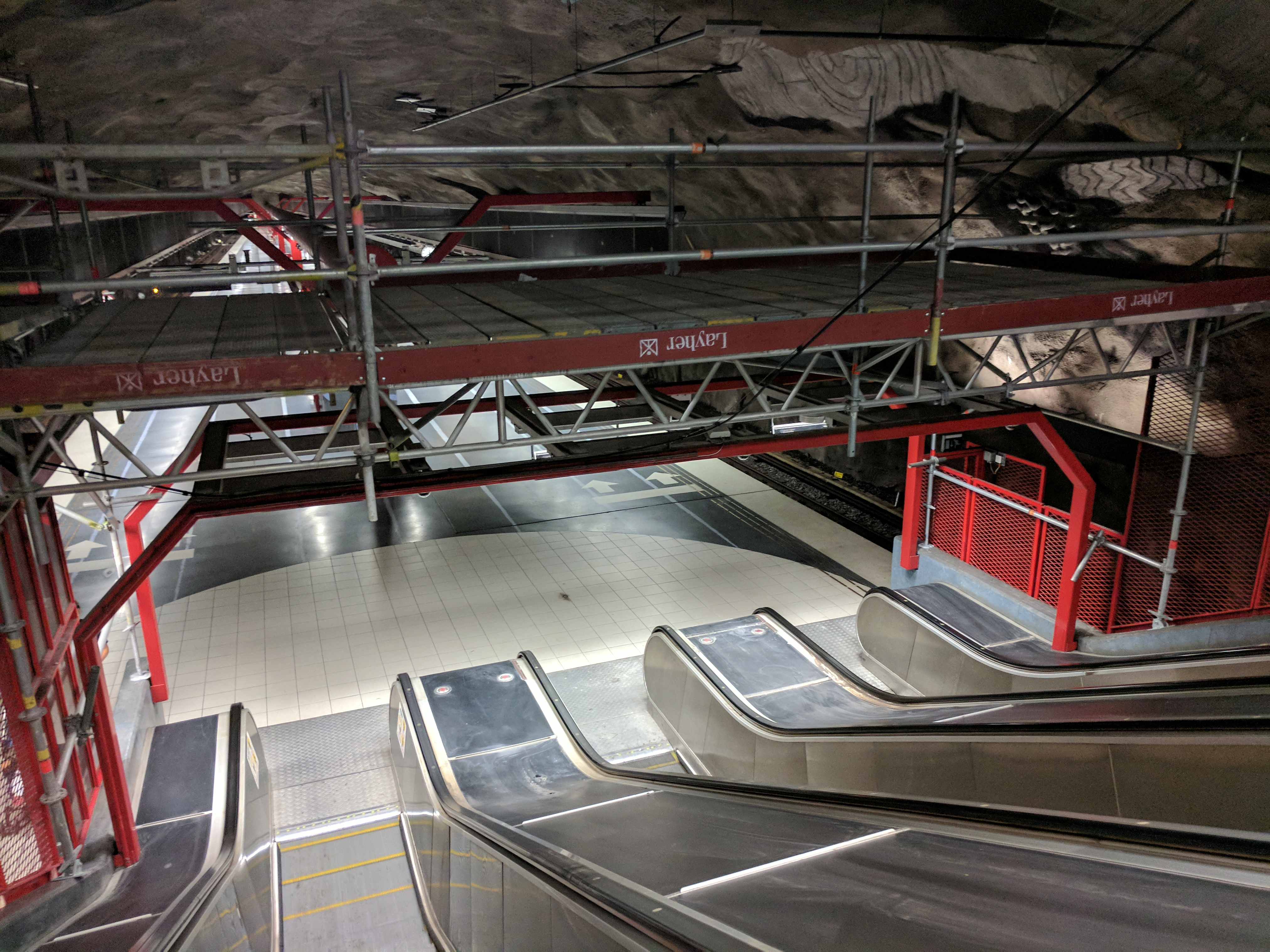
Lift (links) en de roltrappen bij het perron.
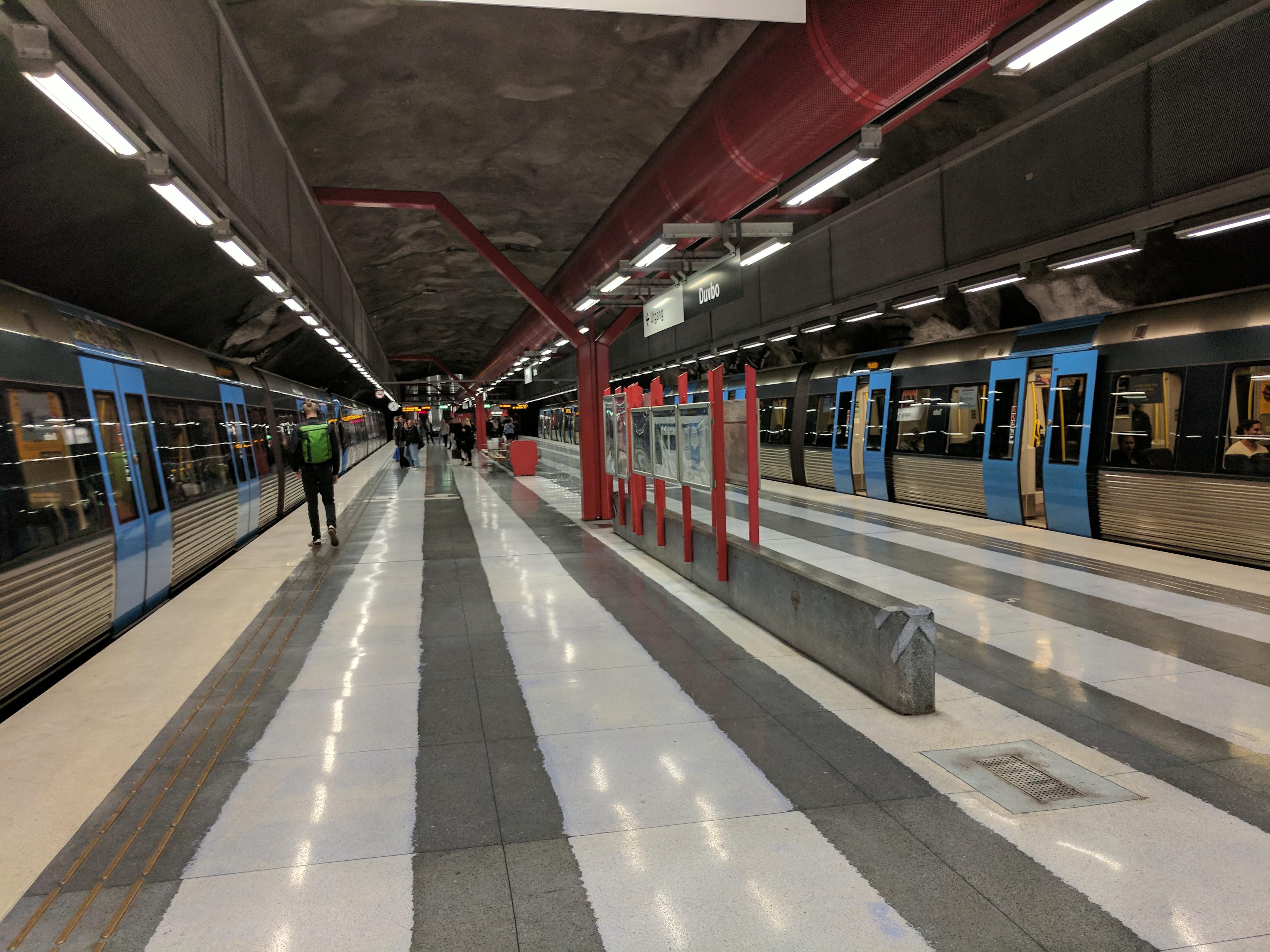
Het eilandperron met metrostellen gezien uit het westen.
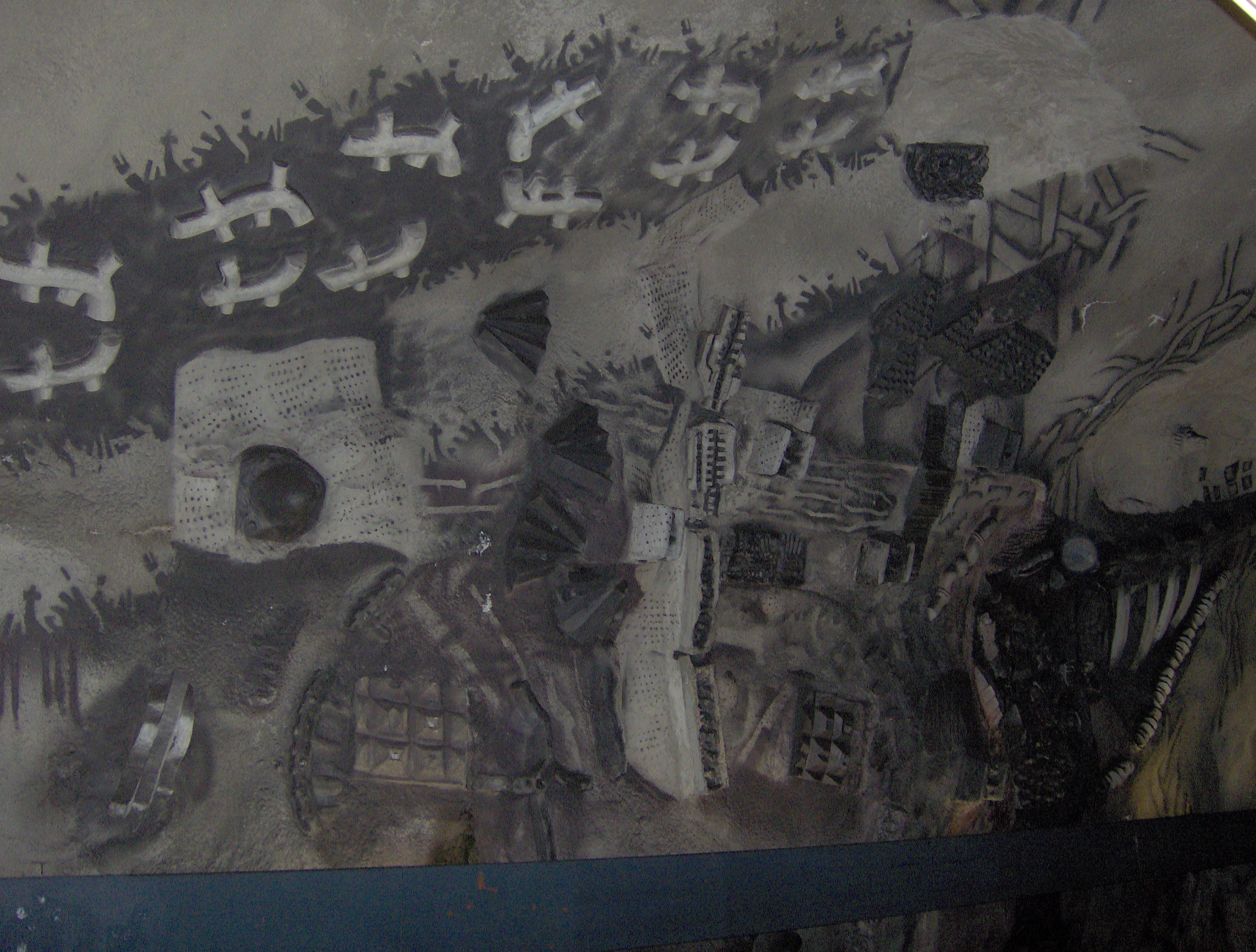
Een van de reliëfs op de tunnelwand.